# جوزای-جی
جوزای-جی (به ژاپنی: 常在寺 Jōzai-ji) یک معبد بودایی از بوداگرایی نیچیرن در گیفو (شهر) در استان گیفو در ژاپن است. این معبد در خدمت سه نسل از خاندان سایتو بوده است و ارتباط با این خاندان از دوره حیات سایتو دوسان آغاز شده است.